# Teateråret 1918

## Händelser

### Okänt datum
- Lorensbergsteatern ombildas till Göteborgs stadsteater.
- Gideon Wahlberg anställs som chef för Arbetareföreningens teater (Arbis) i Norrköping.

## Årets uppsättningar

### Januari
- 6 januari - Anna Wahlenbergs pjäs Tårebjörken har urpremiär på Blanchteatern [1].

### Okänt datum
- Béla Bartóks opera Riddar Blåskäggs borg från 1911 uruppförds i Budapest